# Bullet (Svizzera)
Bullet (toponimo francese) è un comune svizzero di 629 abitanti del Canton Vaud, nel distretto del Jura-Nord vaudois.

## Monumenti e luoghi d'interesse
- Chiesa riformata, eretta nel 1569 e ricostruita nel 1775 e nel 1887[1].

## Società

### Evoluzione demografica
L'evoluzione demografica è riportata nella seguente tabella:
Abitanti censiti

## Economia
La frazione Les Rasses è una stazione sciistica specializzata nello sci di fondo.

## Amministrazione
Ogni famiglia originaria del luogo fa parte del cosiddetto comune patriziale e ha la responsabilità della manutenzione di ogni bene ricadente all'interno dei confini del comune.